# Rencontres d'Assise

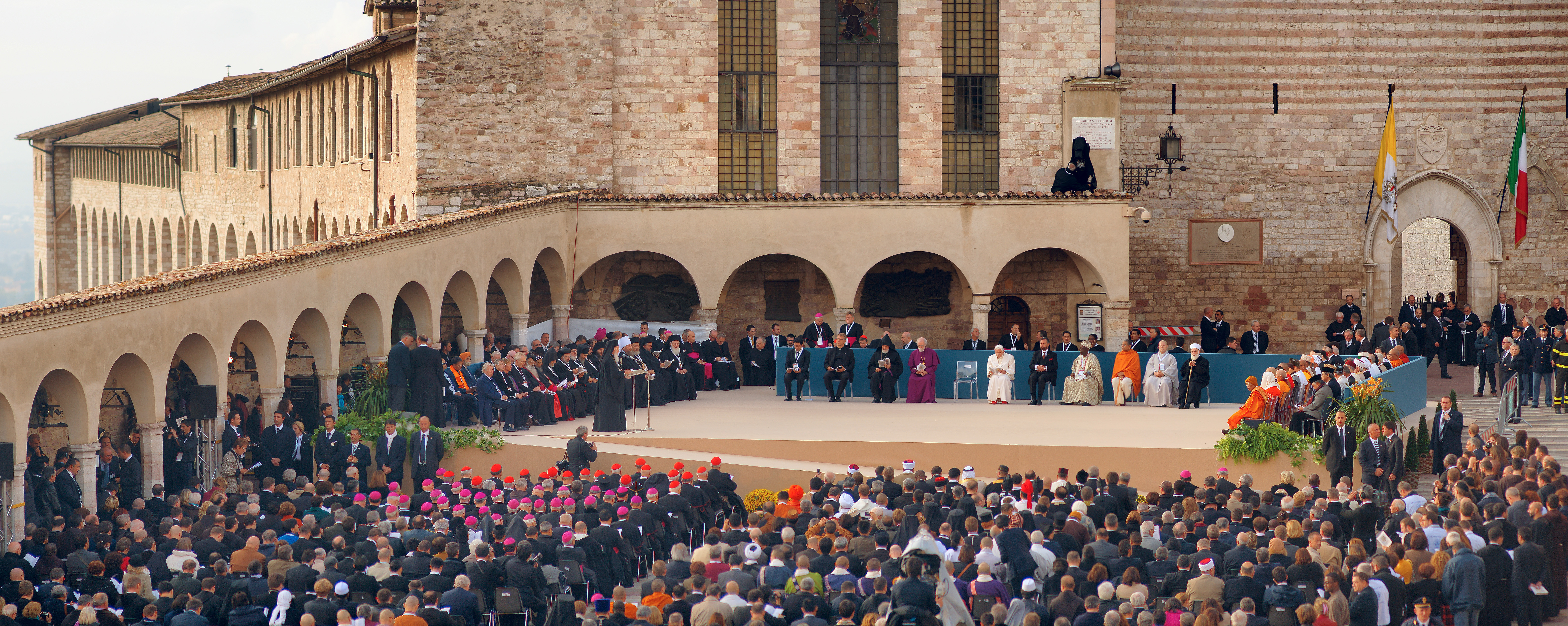
La rencontre du 27 octobre 2011.

Les rencontres d'Assise sont une série de rencontres interreligieuses ayant eu lieu dans la ville d'Assise en Italie, à l'invitation du pape. La première rencontre a été la journée mondiale de prière qui a eu lieu le 27 octobre 1986, organisée par Jean-Paul II pour inviter toutes les grandes religions du monde à prier pour la paix. Cette rencontre, manifestant une forme alors inédite du dialogue interreligieux, sera suivie d'une nouvelle journée de prière en 1993, d'une troisième en 2002, et d'une autre le 27 octobre 2011. À l'occasion de l'anniversaire des 30 ans de la première rencontre d'Assise le pape François se rend à Assise le 20 septembre 2016 pour la nouvelle édition de la rencontre internationale pour la paix. Il appelle d'ailleurs à cette occasion « les paroisses, les associations ecclésiales et les fidèles du monde entier » à prier pour la paix.

## Choix de la ville d'Assise

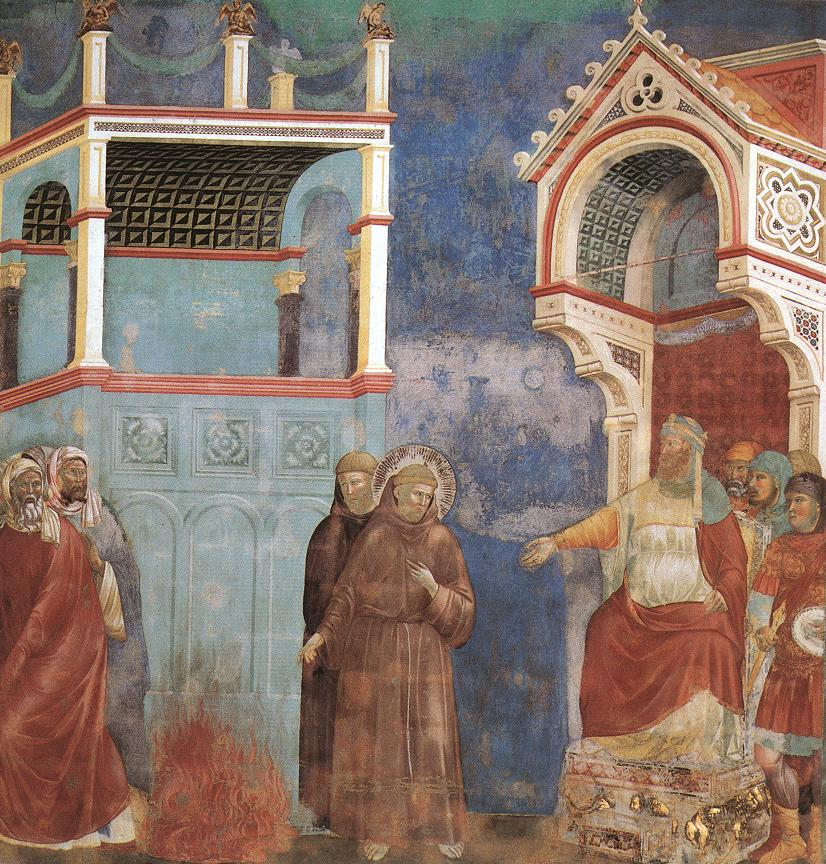
La rencontre entre François d'Assise et le sultan Al-Kamel, qui a fasciné les générations suivantes, explique le choix du lieu des rencontres interreligieuses.

La ville d'Assise est la ville natale de saint François d'Assise,  auquel est attribuée une réputation de simplicité, de pauvreté et de douceur notamment en raison de son rôle pacificateur  lors de la cinquième croisade (1217-1221),  au cours de laquelle il a voulu convertir par la discussion le sultan Al-Kâmil.

## Les différentes rencontres
La première rencontre d’Assise crée la surprise par son caractère inédit ; elle est annoncée par le pape Jean-Paul II le 25 janvier 1986 à l'occasion de l’année internationale de la paix proclamée par l’ONU, dans le contexte de la guerre froide et de la guerre du Liban. La rencontre a lieu le 27 octobre suivant et réunit 130 responsables religieux du monde entier,.
La deuxième rencontre, en 1993, se déroule sur fond de conflits dans les pays de l'ex-Yougoslavie.
La troisième rencontre, annoncée le 24 janvier 2002, se place dans une période de tensions internationales consécutives aux attentats du 11 septembre 2001, et voit la présence de 29 dirigeants religieux de pays musulmans.

## Assise 1986

### Objectif et déroulement
Lors de la rencontre de 1986, dans son discours d'accueil, Jean-Paul II, délimite soigneusement les objectifs de celle-ci. Il s'agit pour les différentes religions du monde de viser à satisfaire les aspirations des hommes à la paix, mais en évitant toute idée de syncrétisme : 
« Le fait que nous soyons venus ici n'implique aucune intention de chercher un consensus religieux entre nous, ou de mener une négociation sur nos convictions de foi. Il ne signifie pas non plus que les religions peuvent être réconciliées sur le plan d'un engagement commun, dans une concession au relativisme en matière de croyances religieuses, car tout être humain doit suivre honnêtement sa conscience droite avec l'intention de rechercher la vérité et de lui obéir. Notre rencontre atteste seulement, et c'est là sa grande signification pour les hommes de notre temps, que, dans la grande bataille pour la paix, l'humanité, avec sa diversité même, doit puiser aux sources les plus profondes et les plus vivifiantes où la conscience se forme et sur lesquelles se fonde l'agir moral des hommes. »
Le pape souligne aussi la nécessité de la prière « pour que le monde puisse enfin devenir un lieu de paix véritable et permanente ».
Après ces mots d'accueil, les représentants des différentes religions vivent des temps de prière séparés, chacun selon sa propre tradition. Les représentants des différentes confessions chrétiennes se retrouvent à la cathédrale San Rufino pour un temps de prière œcuménique et de partage de la Parole. Dans l'après-midi, les délégations se retrouvent sur l'esplanade de la basilique, pour présenter leur prière en présence des autres délégations. Mais conformément à la formule rappelée avec insistance « non pas prier ensemble, mais être ensemble pour prier », il est pris soin de séparer les différentes prières par des temps de silence,,.

### Réception et critiques dans la sphère catholique
Pour les catholiques, l'événement d'Assise provoque des interrogations spécifiques d'interprétation et de réception. Il s'agit en effet d'un regard renouvelé porté sur le pluralisme religieux, mais qui s'intègre également dans la continuité fondamentale d'une foi qui énonce que Dieu a un unique plan de salut pour tous les hommes, qui passe par le Christ et son Église qui « subsiste dans son intégralité et dans son intégrité dans l’Église catholique ».
Ainsi le dominicain Benoît de la Soujeole voit dans cet événement une illustration de plusieurs principes mis en valeur au concile Vatican II, comme l'attention demandée aux « signes des temps », ici la mondialisation issue du développement des communications, mais aussi la recherche des traces de l'action du Dieu unique au cœur même du paganisme, telles que les mentionne la déclaration Nostra Ætate. Mais ces deux points doivent toujours s'articuler avec l'exigence de l'évangélisation. C'est ainsi qu'on retrouve dans les réactions à la rencontre d'Assise des divergences d'interprétation qui se recoupent avec celles concernant le concile lui-même.

### Réactions de la hiérarchie de l'Église
Le cardinal Roger Etchegaray, principal organisateur, enthousiasmé par l'« esprit d'Assise », souligne l'originalité et l'exemplarité de la journée de prière, qu'il qualifie de « hapax ». Regrettant la permanence des accusations de syncrétisme, qu'il juge infondées vu les précautions prises, il insiste à nouveau sur l'intention du pape : « L'angoisse de la paix entre les hommes et entre les peuples nous poussait « à être ensemble pour prier mais non à prier ensemble » ». Le prélat voit également dans cette rencontre l'occasion d'une redécouverte radicale de l'unité de l'humanité, et la réaffirmation de la présence mystérieuse de l'Esprit-Saint dans le cœur de tout homme.
Le cardinal Joseph Ratzinger a eu une position critique à l'égard de la première rencontre d'Assise, craignant qu'on puisse y voir une affirmation de l'égalité des religions et n'a pas pris part à cette réunion. La rédaction  par la congrégation pour la doctrine de la foi, dont il est alors préfet, de la déclaration Dominus Iesus, réaffirmant que l'Église est seule source de salut pour l'humanité, est souvent citée comme une réponse aux risques d'équivoque. Le cardinal Ratzinger participe pour la première fois aux rencontres d'Assise lors de leur troisième édition, en 2002. Il en dressera à son tour un portrait élogieux, mais soulignant qu'« il ne s'agissait d'affirmer une égalité des religions, qui n'existe pas. Assise a été plutôt l'expression d'un chemin, d'une recherche, du pèlerinage pour la paix qui ne l'est que si elle est unie à la justice ». Il voit dans ces rencontres un chemin de purification pour tous, chrétiens compris, dans lequel « nous ne devons pas craindre de perdre notre identité : c'est justement alors que nous la trouvons ».

### Critiques de la Fraternité sacerdotale Saint-Pie-X
En août 1986, l'évêque traditionaliste Marcel Lefebvre, dans une lettre envoyée à huit cardinaux, fustige la rencontre d'Assise et leur demande une protestation publique. Il évoque un « scandale incalculable dans les âmes des catholiques », qui « ébranle l'Église dans ses fondements » et accuse Jean-Paul II de « ruiner la foi catholique, publiquement », par cet « abominable Congrès des Religions ».
Les rencontres ultérieures entraîneront des condamnations d'une tonalité analogue de la part de la Fraternité sacerdotale Saint-Pie-X, qui appuie fréquemment ses critiques sur l'encyclique Mortalium Animos par laquelle le pape Pie XI avait condamné les tendances au « panchristianisme » dans le mouvement œcuménique moderne. Mais des revues de réflexion catholiques réfutent cet argument, mentionnant que Pie XI a lui-même appelé tous les hommes à prier pour la paix en 1932, dans son encyclique Caritate Christi (it), au nom de la fraternité universelle des hommes qui sont tous enfants de Dieu. Il renouvelle un appel analogue en 1937 dans l'encyclique Divini Redemptoris : « Contre le violent effort de la puissance des ténèbres pour arracher des cœurs des hommes l'idée même de Dieu, Nous espérons beaucoup qu'aux chrétiens viendront se joindre tous ceux — et ils forment la plus grande partie de l'humanité — qui croient que Dieu existe et qui l'adorent ».

## Assise 2011 et le débat sur l'interprétation et l'opportunité des rencontres
La réédition prévue de la rencontre d'Assise pour 2011, à l'occasion du 25e anniversaire de la première rencontre, apparaît comme un geste inattendu de la part du pape Benoît XVI, qui était considéré par beaucoup non favorable à ce type d'événements. Dès son annonce, elle donne lieu à quelques critiques. Ainsi un groupe de théologiens lance un appel au pape intitulé « Saint-Père, fuyez l'esprit d'Assise », pour ne pas rallumer les confusions syncrétistes. Outre une critique sévère de la première rencontre, ils soulignent : « nous craignons que, quoi que vous disiez, les télés, les journaux et de nombreux catholiques l'interpréteront à la lumière du passé et de l'indifférentisme en vigueur ». 
Cet appel à son tour provoque des critiques et des réponses de plusieurs commentateurs, qui soulignent l'unité, l'exigence et la constance de la démarche de Joseph Ratzinger, depuis ses critiques contre les risques de la première rencontre, la parution de la déclaration Dominus Iesus, sa participation à la rencontre de 2002, et son appel à un dialogue « ouvert et honnête » avec les autres religions, et notamment l'Islam. Ainsi l'historien Gian Maria Vian rappelle que 
« c'est lui qui a signé la déclaration Dominus Iesus, dédiée à l'unicité et à l'universalité salvifique de Jésus-Christ et de l'Église. C'était la doctrine de Vatican II et de toujours. Une doctrine sans équivoque. À Assise, tout cela sera bien présent. »
Le vaticanologue Andrea Tornielli va dans le même sens : « S'il y en a un dont on peut être sûr qu'il ne donnera pas prise à des malentendus, c'est bien Joseph Ratzinger, aujourd'hui Benoît XVI ». Il reproche aux signataires de n'avoir « présenté que les doutes et les risques, en évitant de mentionner les motivations » du pape. Les premiers lui semblent également dépeints de façon caricaturale.
« Attribuer aux rencontres d'Assise la responsabilité de la perte de la foi en Jésus Sauveur unique, faire valoir qu'à la suite de ces rencontres interreligieuses les gens en sont venus à considérer l'égalité de toutes les religions, nous semble objectivement injuste. Tout comme il est injuste d'attribuer au Concile Vatican II la crise de la foi qui a caractérisé les dernières décennies du siècle écoulé. »
De fait, le 6 avril 2011, la publication du programme de la rencontre laisse apparaître une modification par rapport à l'organisation des journées précédentes. Il n'est pas prévu que les représentants des différentes religions prient côte à côte, le pape tenant d'ailleurs lui-même à Saint-Pierre de Rome une veillée de prière pour la paix la veille avec les fidèles de son diocèse. Une autre particularité est l'invitation de personnalités de la culture et de la science non croyantes mais « engagés dans la recherche de la vérité et conscients d'une responsabilité partagée pour la cause de la justice et de la paix »,. 
Le journal Témoignage chrétien analyse le titre « Pèlerins de la vérité, pèlerins de la paix » choisi pour les rencontres. Il y retrouve l'idée chère à Benoît XVI que l’affirmation de sa foi (la vérité) est un préalable à tout dialogue avec l’autre, qui est nécessaire pour atteindre l'objectif de la rencontre : la paix.
Le pèlerinage d’Assise 2011 s’est achevé le 27 octobre par l’engagement pris par croyants et non croyants en faveur de la paix et de la justice dans le monde.

## Assise 2016
Le 20 septembre 2016, à l'occasion du 30e anniversaire de la rencontre de 1986, la communauté Sant'Egidio organise une nouvelle rencontre interreligieuse à Assise. 
Le pape François y prend part comme 450 dignitaires de 9 religions différentes. Une douzaine de réfugiés, venus de pays en guerre sont également présents pour apporter leur témoignage. À l'issue de la prière œcuménique ayant réuni l'ensemble des chrétiens présents, en présence du pape, dans la basilique Saint-François et des temps de prière organisés pour chaque religion dans des lieux distincts à travers la ville, tous les participants se retrouvent sur le parvis de la basilique pour la cérémonie de clôture et la signature d'un appel commun pour la paix,,.